# Curbi
Curbi (* 27. Oktober 1998 in Halstead; bürgerlich Tobias Paul Curwen-Bingley) ist ein britischer DJ und Musikproduzent im Bereich des House, Bass House und Future House. 2014 erlangte er mit seiner Single Discharge internationale Bekanntheit. Im Januar 2024 gründete er sein eigenes Label Seeing is Believing, unter dem auch seine eigenen Songs veröffentlicht werden.

## Karriere
2013 begann Curbi mit der Produktion elektronischer Musik. Dazu verwendete er das Programm FL Studio und postete seine ersten Tracks auf SoundCloud. Im Oktober 2013 wurde sein Lied Emotion erstmals im Radio während der BBC Introducing Show gespielt. Diesen Erfolg konnte er im Januar und April 2014 mit den Singles Restate, Steeper und Dime wiederholen. Im Laufe des Jahres gründete er mit Tackle Records sein eigenes Label. Ende 2014 unterzeichnete er einen Plattenvertrag bei Spinnin’ Records nachdem er von dem niederländischen DJ und Produzenten Oliver Heldens entdeckt wurde.
Am 27. Januar 2015 feierte seine Single Discharge seine Premiere bei Heldeep Radio, der Radio Show von Oliver Heldens. Am 2. März 2015 wurde seine Single bei Beatport veröffentlicht und erreichte Platz 2 der Beatport Top 100 Charts. Außerdem wurde ein Musikvideo auf dem Youtube-Kanal von Spinnin’ Records veröffentlicht. Am 20. April wurde sein Remix von Rumor von Pep & Rash auf der offiziellen Remix EP der Single veröffentlicht. Einen Monat später produzierte er einen Remix von Showteks 90's By Nature der am 11. Mai 2015 auf Beatport veröffentlicht wurde.
Am 15. Juni 2015 veröffentlichte Curbi seine nächsten beiden Singles Rubber und Steeper auf Beatport. Rubber erreichte Platz 12 der Top 100 Charts während es Steeper nicht in die Charts schaffte. Am 17. August 2015 veröffentlichte er zusammen mit Fox Stevenson Hoohah. Diese Single produzierten die beiden während eines Spinnin’ Writers Camp. Sie erreichte Platz 5 der Beatport Charts.
Am 30. Oktober 2015 folgte die Single Butterfly Effect die er zusammen mit dem niederländischen Produzenten-Duo Bougenvilla produzierte. Der Track erreichte Platz 15 der Beatport Charts. Im Dezember 2015 wurde er als einer der Breakthrough Electronic Dance Music Artists 2015 von Beatport ernannt. Sein Lied Discharge wurde daraufhin auf einem Sampler von Beatport erneut veröffentlicht.
Am 1. Januar 2016 wurde Curbi's erste eigene EP auf Spinnin’ Premium veröffentlicht. Zwei Wochen später wurde die Fraternité EP auch auf Beatport, Spotify und iTunes veröffentlicht. Am 22. Februar 2016 veröffentlichte er seine nächste Solosingle mit dem Titel 51. Am 6. Juni 2016 veröffentlichte er dann eine neue Single mit dem Namen Triple Six, wozu ein Musikvideo kam, das aussieht wie ein Videospiel. Curbi meinte, es sei schon immer sein Traum gewesen, sein eigenes Videospiel zu kreieren. Am 7. Oktober 2016 veröffentlichte Curbi seine neue Single Red Point.
Am 6. März 2017 veröffentlichte Curbi seine neue Single Shinai. Ebenfalls im März 2017 veröffentlichte er mit Newcomer-DJ Mesto das Lied Bruh.

## Diskografie

### EPs
- 2016: Fraternité EP
- 2017: Dash EP
- 2018: Redliners EP
- 2022: The Pattern EP

### Singles
2014:
- Dime
- Steeper (mit Ash O’Connor)

2015:
- Friendzoned
- Discharge
- Rubber
- Hoohah (mit Fox Stevenson)
- Butterfly Effect (mit Bougenvilla)

2016:
- Selection A (als Teil der Fraternité EP)
- 100 Percent (als Teil der Fraternité EP)
- Circus (als Teil der Fraternité EP)
- 51
- Triple Six
- Red Point

2017:
- Shinai
- BRUH (feat. Mesto)
- Funki (als Teil der Dash EP)
- Equals (als Teil der Dash EP)
- Some Shots (als Teil der Dash EP)
- Insect (als Teil der Dash EP)
- Let's Go (feat. Mike Williams, Lucas & Steve)
- LYM (feat. Hasse de Moor)
- B.T.F.U.
- RUDE

2018:
- Booti
- Blow Up
- Get Down (feat. Quintino)
- Polar
- Imma Show You (feat. Hasse de Moor)
- Whip It
- Bounce Mechanism

2019:
- ADHD (feat. Hasse de Moor)
- Spiritual(Mriya) (feat. Brooke Tomlinson)
- Redeem
- Flip It
- Too Much
- Don’t Stop (feat. RayRay)

2020:
- Feel (feat. Helen)
- Get It (feat. Cesqeaux)
- Alcoholic (feat. Hasse de Moor)
- Feel (feat. Helen) [Scott Rill Remix]
- Take Me There (mit Mike Williams)
- Jaw Drop
- Supwerpowers (feat. Helen)
- Navigator (mit AC Slater)
- BB Got Me Like (mit RayRay)
- MOVE! (Brawl Stars Anthem)
- Lied To (mit Jess Ball)

2021:
- Make Amends (mit Tchami & Kyan Palmer)
- Famous Last Words (mit Moksi)
- Breathe
- Vertigo (feat. PollyAnna)
- The Drum (mit Mike Cervello)
- Seeing is Beleving
- What You Like
- Safe and Sound (Teil der 'The Pattern EP')
- Catharsis (Intro) (Teil der 'The Pattern EP')
- Echo (Teil der 'The Pattern EP')
- FCK (Teil der 'The Pattern EP')
- Open Your Mind (Teil der 'The Pattern EP')
- Show (Teil der 'The Pattern EP')
- Satisfying

2022:
- Losing Sleep (feat. Helen)
- Crave The Bassline (mit AC Slater)

2023:
- 30 Juni 2023 - Heimweh

### Remixe
2015:
- Pep & Rash – Rumors
- Showtek feat. MC Ambush – 90’s By Nature

2016:
- Cheat Codes feat. Dante Klein – Let Me Hold You (Turn Me On)
- Eva Simons & Sidney Samson – Escape From Love
- Felix Jaehn feat. Alma – Bonfire
- Galantis – No Money

2017:
- Gramercy – Changes
- The Him feat. LissA – I Wonder

2018:
- DJ Snake feat. Lauv – A Different Way
- Martin Garrix & David Guetta feat. Jamie Scott & Romy Dya – So Far Away
- Zedd & Maren Morris & Grey – The Middle
- Steve Aoki feat. Ina Wroldsen – Lie to Me
- NOTD & Felix Jaehn feat. Georgia Ku & Captain Cuts – So Close

2019:
- Kris Kross Amsterdam, Ally Brooke, Messiah – Vámonos
- Fox Stevenson – Brusies
- Moksi & Chace – Doorman

## Belege
1. ↑  Mitschnitt von BBC
2. ↑  Mitschnitt von BBC
3. ↑  Schuljunge aus Halstead unterzeichnet Plattenvertrag
4. ↑  Discharge bei Heldeep Radio
5. ↑  Discharge bei Beatport (Memento des Originals vom 4. März 2016 im Internet Archive)  Info: Der Archivlink wurde automatisch eingesetzt und noch nicht geprüft. Bitte prüfe Original- und Archivlink gemäß Anleitung und entferne dann diesen Hinweis.
6. ↑  Rumors Remix EP bei iTunes
7. ↑  90's By Nature auf Beatport (Memento des Originals vom 4. März 2016 im Internet Archive)  Info: Der Archivlink wurde automatisch eingesetzt und noch nicht geprüft. Bitte prüfe Original- und Archivlink gemäß Anleitung und entferne dann diesen Hinweis.
8. ↑  Rubber bei Beatport (Memento des Originals vom 4. März 2016 im Internet Archive)  Info: Der Archivlink wurde automatisch eingesetzt und noch nicht geprüft. Bitte prüfe Original- und Archivlink gemäß Anleitung und entferne dann diesen Hinweis.
9. ↑  Hoohah auf Beatport (Memento des Originals vom 5. März 2016 im Internet Archive)  Info: Der Archivlink wurde automatisch eingesetzt und noch nicht geprüft. Bitte prüfe Original- und Archivlink gemäß Anleitung und entferne dann diesen Hinweis.
10. ↑  Butterfly Effect bei Beatport (Memento des Originals vom 4. März 2016 im Internet Archive)  Info: Der Archivlink wurde automatisch eingesetzt und noch nicht geprüft. Bitte prüfe Original- und Archivlink gemäß Anleitung und entferne dann diesen Hinweis.
11. ↑  Breakthrough Artists 2015: EDM bei Beatport (Memento des Originals vom 5. März 2016 im Internet Archive)  Info: Der Archivlink wurde automatisch eingesetzt und noch nicht geprüft. Bitte prüfe Original- und Archivlink gemäß Anleitung und entferne dann diesen Hinweis.
12. ↑  Fraternité EP bei Spinnin Records (Memento des Originals vom 4. März 2016 im Internet Archive)  Info: Der Archivlink wurde automatisch eingesetzt und noch nicht geprüft. Bitte prüfe Original- und Archivlink gemäß Anleitung und entferne dann diesen Hinweis.
13. ↑  Profil mit Veröffentlichungen bei Beatport (Memento des Originals vom 3. März 2016 im Internet Archive)  Info: Der Archivlink wurde automatisch eingesetzt und noch nicht geprüft. Bitte prüfe Original- und Archivlink gemäß Anleitung und entferne dann diesen Hinweis.
14. ↑  Curbi - Red Point. Abgerufen am 4. Dezember 2016.

| Personendaten    | Personendaten                          |
| ---------------- | -------------------------------------- |
| NAME             | Curbi                                  |
| ALTERNATIVNAMEN  | Curwen-Bingley, Toby (wirklicher Name) |
| KURZBESCHREIBUNG | britischer DJ                          |
| GEBURTSDATUM     | 27. Oktober 1998                       |
| GEBURTSORT       | Halstead, Vereinigtes Königreich       |